# John Amagoalik
John Amagoalik OC (* 26. November 1947 in der Nähe von Inukjuaq) ist ein kanadischer Politiker. Er setzte sich für die Rechte der Inuit ein und trug maßgeblich zur Gründung des kanadischen Territoriums Nunavut bei. Er war Vorsitzender der Nunavut Implementation Commission und gilt gemeinhin als der Vater von Nunavut.

## Leben und Wirken
Amagoalik wurde in der Nähe von Inukjuaq im nördlichen Québec geboren. Als er fünf Jahre alt war, wurde seine Familie durch Regierungsanordnung nach Cornwallis Island umgesiedelt, mit einer von 17 High-Arctic-Exiles-Familien.
Von 1971 bis 1974 war er der Baffin Regional Information Officer. In dieser Zeit begann er, sich für die Rechte der Inuit zu engagieren. Von 1977 bis 1979 war Amagoalik Chef der N.W.T. Nunavut Land Claims Commission (NLCC). Als sich die NLCC auflöste, wurde Amagoalik Mitglied der Inuit Tapirisat of Canada (ITC). Von 1979 bis 1981 war er deren Vizepräsident, und von 1981 bis 1985 sowie von 1988 bis 1991 deren Präsident. Von 1982 bis 1985 war er stellvertretender Vorsitzender des Inuit Committee on National Issues, von 1986 bis 1987 hatte Amagoalik das Amt des Vorsitzenden des Nunavut Constitutional Forum (NCF) inne. Von 1991 bis 1993 fungierte Amagoalik als politischer Berater der Tungavik Federation of Nunavut (TFN).
Nach Gründung des Nunavut-Territoriums 1993 wurde Amagoalik zum Chief Commissioner der Nunavut Implementation Commission (NIC) ernannt.
Amagoalik wurde für seinen Einsatz für die Rechte der Inuit und für Nunavut mehrfach ausgezeichnet, unter anderem mit dem National Aboriginal Achievement Award und 1997 mit der Ehrendoktorwürde der St. Mary’s University in Halifax, Nova Scotia. 2019 wurde er zum Officer des Order of Canada ernannt.

## Veröffentlichungen
- John Amagoalik, Marion Soubliere: Nunavut Handbook: Travelling in Canada's Arctic, Nortext, 1998
- John Amagoalik: Was ist dies für ein Land? In: Hans Ludwig Blohm, Fotograf und Hg.: Die Stimme der Ureinwohner. Der kanadische Norden und Alaska. M. u. H. von der Linden, Wesel 2002, S. 9f. (aus dem Engl. von Fritz Hartz)